# SN 2001cg
SN 2001cg – supernowa typu Ia odkryta 28 maja 2001 roku w galaktyce IC3900. W momencie odkrycia miała maksymalną jasność 17,80m.